# Vladimir Kazantsev
Vladimir Kazantsev (Unión Soviética, 6 de enero de 1923-22 de noviembre de 2007) fue un atleta soviético, especialista en la prueba de 3000 m obstáculos en la que llegó a ser subcampeón olímpico en 1952.

## Carrera deportiva
En los JJ. OO. de Helsinki 1952 ganó la medalla de plata en los 3000 m obstáculos, con un tiempo de 8:51.6 segundos, llegando a meta tras el estadounidense Horace Ashenfelter (oro) y por delante del británico John Disley (bronce).